# خالد الدخيل
خالد الدخيل أكاديمي وكاتب سياسي سعودي من مواليد المملكة العربية السعودية.

## حياته
ولد في الرياض عام 1952، لم يلتحق بالتعليم الابتدائي الا بعد أن أصبح عمره ثمان سنوات. تلقى تعليمه في الرياض حتى تخرجه من جامعة الرياض عام 1977 م. أكمل دراساته العليا في جامعة كاليفورنيا في لوس أنجلوس بالولايات المتحدة الأميركية (UCLA). وكان ذلك على حساب جامعة الرياض، والتي تحول اسمها إلى «جامعة الملك سعود» عام 1980 ـ 1981 م.

## تعليمه
حصل من جامعة كاليفورنيا على درجتي الماجستير والدكتوراه في مجال علم الاجتماع السياسي. في مرحلة الماجستير قدم بحثا عن ثورة 23 يوليو 1952 المصرية. أما رسالته في مرحلة الدكتوراه فكانت عن الجذور الاجتماعية للحركة الوهابية في نجد، أو وسط الجزيرة العربية. وهي الحركة التي وضعت أسس قيام الدولة السعودية بمراحلها الثلاث. كان حصوله على درجة الدكتوراه في عام 1998 م لأنه أضطر للعودة إلى السعودية عام 1990، وأمضى الفترة ما بين 1990 و1996 محاضرا في جامعة الملك سعود بالرياض. عاد عام 1997 م إلى لوس أنجلوس لانهاء بحث الدكتوراه. ثم رجع عام 1998 م إلى السعودية ليعمل في جامعة الملك سعود في الرياض كأستاذ مساعد في الاجتماع السياسي.

## عمله ونشاطاته
إلى جانب عمله الأكاديمي في الجامعة، هو ناشط في مجال الإصلاح السياسي في السعودية، وله مشاركات واسعة في الكتابة السياسية والثقافية. كان كاتبا اسبوعيا في صفحة الرأي في جريدة الرياض السعودية ما بين 1989 حتى عام 1991 م. ما بين عام 1999 وحتى 2003. كذلك كان يكتب مقالة اسبوعية في صفحة الرأي في جريدة الحياة التي تصدر من لندن. وقد أوقف عن الكتابة في هذه الصحيفة. ومنذ عام 2000 م وحتى الآن، عدا فترة ايقاف بضغوط من الرياض لمدة ثلاثة أشهر، يكتب مقالة اسبوعية (كل أربعاء) في جريدة الاتحاد الإماراتية. في الوقت نفسه يكتب مقالة شهرية في مجلة فوربز العربية. وهو أيضاً عضو مجلس تحرير مجلة (دراسات فلسطينية) التي تصدر عن «مؤسسة الدراسات الفلسطينية» في بيروت، لبنان، وذلك منذ عام 2009 م.
كتب أيضا مقالات متفرقة في عدة صحف محلية وعالمية منها الشرق الأوسط والوطن السعودية، وجريدة إيلاف الإليكترونية وجريدة النيويورك تايمز الأمريكية.
حضر وشارك في عدد كبير من المؤتمرات العربية والدولية والمحلية. يشارك بشكل مستمر في البرامج السياسية الفضائية حول مختلف القضايا السياسية التي تخص العالم العربي، والسعودية بشكل خاص. أمضى فصل الخريف من عام 2003 م كأستاذ زائر في مؤسسة كارنيجي للسلام العالمي، واشنطن دي سي.